# Římskokatolická farnost Dyje
Římskokatolická farnost Dyje je územní společenství římských katolíků s farním kostelem svatého Jana Nepomuckého ve znojemském děkanství.

## Historie farnosti
V historických listinách je obec Dyje připomínána poprvé roku 1283. Původní gotický kostel svatého Vavřince byl zničen během třicetileté války. Byl sice obnoven, ale kvůli špatnému stavu byl roku 1769 zbořen. Nový kostel byl postaven v letech 1769 až 1775. 

## Duchovní správci
Farnost spravují redemptoristé. Administrátorem excurrendo byl od 1. července 2009 P. Mgr. Tomasz Wascinski, CSsR. Toho od začátku července 2017 vystřídal P. Mgr. Jan Sokulski, CSsR.

## Bohoslužby
| Kostel                   | Místo | Bohoslužba (den) | Hodina | Poznámka     |
| ------------------------ | ----- | ---------------- | ------ | ------------ |
| svatého Jana Nepomuckého | Dyje  | sobota           | 16.00  | Farní kostel |

## Aktivity ve farnosti
Dnem vzájemných modliteb farností za bohoslovce a bohoslovců za farnosti brněnské diecéze je 12. březen. Adorační den připadá na 20. srpen.
Ve farnosti se pravidelně koná tříkrálová sbírka, v roce 2014 se při ní vybralo 8 052 korun,  o rok později o 10 korun více. V roce 2017 činil její výtěžek 8 601 korun.